# Blacus chilensis
Blacus chilensis är en stekelart som beskrevs av Van Achterberg 1976. Blacus chilensis ingår i släktet Blacus, och familjen bracksteklar. Inga underarter finns listade.